# Max Meyerfeld
Max Meyerfeld (* 26. September 1875 in Gießen; † 3. Oktober 1940 in Berlin-Schöneberg) war ein deutscher Journalist und Übersetzer. Meyerfeld war der erste Übersetzer von Werken Oscar Wildes ins Deutsche und das Urbild des „Onkel Julius“ in Judith Kerrs autobiographischem Roman Als Hitler das rosa Kaninchen stahl.

## Leben
Max Meyerfeld war ein Sohn des Mehl- und Landesproduktenhändlers Levi Meyerfeld und der Auguste Meyerfeld, geb. Friedberger. Seine Eltern lebten zunächst in Treysa und zogen 1874 nach Gießen. Vor Max Meyerfeld war aus der Verbindung bereits ein anderes Kind hervorgegangen, über das jedoch nichts bekannt ist. Zwei Jahre nach Max Meyerfelds Geburt, am 18. September 1877, starb seine Mutter. Noch im Kindesalter verlor er 1887 auch seinen Vater. Max Meyerfeld wurde daraufhin von seiner Tante Sarah, einer Schwester des Vaters, und seinem Onkel Max Friedberger, einem Bruder der Mutter, zusammen mit seinen Cousins Ernst und Otto aufgezogen. Er besuchte das humanistische Gymnasium und legte 1894 das Abitur ab. Danach schrieb er sich an der Universität in Gießen für den Studiengang „Neuere Philologie“ ein. Nebenbei belegte er auch Veranstaltungen in den Fächern Philosophie und Kunstgeschichte. Im darauffolgenden Wintersemester wechselte er an die Universität Straßburg, möglicherweise wegen des guten Rufes des Anglisten Alois Brandl, der dort lehrte. Meyerfeld trieb in Straßburg allerdings auch musikwissenschaftliche Studien und hatte seine erste intensivere Begegnung mit dem Theater, speziell mit Adalbert Matkowsky in der Rolle des Rodja in Raskolnikoff von Leo Birinski. Auf Matkowsky schrieb Meyerfeld später auch einen Nachruf.
Später folgte Meyerfeld Brandl offenbar nach Berlin; 1896 gewann er den Preis der philosophischen Fakultät mit einer Arbeit über Robert Burns, über den er 1898 auch promovierte. In den Folgejahren publizierte er regelmäßig in großen Zeitungen und Zeitschriften, unter anderem in der Neuen Rundschau und der Neuen Zürcher Zeitung. Zu Beginn des Ersten Weltkriegs arbeitete er als Gutachter für eine militärische Stelle und schlug in dieser Eigenschaft den Vaterbrief von H. G. Wells für die Stimmen aus dem Weltkrieg vor. Dies wurde zunächst auch akzeptiert, aber später dann doch noch abgelehnt. 1915 wurde Meyerfeld ausgemustert. 1933 erhielt er, obwohl zum Protestantismus konvertiert, Berufsverbot. 
Max Meyerfeld war mit Alfred Kerr befreundet und ein regelmäßiger Gast in dessen Familie. Er wohnte seit 1902 in deren Nachbarschaft, am Lützowufer 29. Seine Nichten Alice und Ellen Mosenthal waren Spielgefährtinnen von Judith Kerr.
Judith Kerr berichtete 1990: „Er kam immer am ersten Feiertag, an dem mein Vater auch Geburtstag hatte. Er war wohl mein liebster Onkel, aber er war kein Verwandter [...] am Liebsten [sic!] ging er mit uns in den Zoo. Da wußte er alles. Ich hatte das Gefühl, er kannte jedes Tier persönlich [...] Er ist zurückgeblieben, als wir ausgewandert sind. Ich weiß nicht, ob er Deutschland nicht verlassen wollte oder ob er es später nicht mehr konnte. Aber er hat mir jahrelang Postkarten geschrieben [...] Auf der letzten Karte, die ankam, schrieb er: »The more I see of men, the more i love animals«. Erst nach dem Krieg haben wir erfahren, daß er sich, als er als Jude nicht mehr in den Zoo gehen durfte, das Leben genommen hat.“ Mit geringen Abwandlungen ist dieses Schicksal in das Buch Als Hitler das rosa Kaninchen stahl eingeflossen. Doris Kunz erklärt, Meyerfeld sei in der Bavaria-Klinik in Berlin-Schöneberg gestorben. Die Todesursache sei unklar, im Exil sei jedoch das Gerücht umgegangen, er habe Selbstmord begangen, nachdem man ihm den Eintritt in den Berliner Zoo verwehrt habe.

## Übersetzungen
Max Meyerfeld schuf und veröffentlichte zahlreiche Übersetzungen englischsprachiger Literatur:
- Die Herzogin von Padua. Eine Tragödie aus dem 16. Jahrhundert von Oscar Wilde, Berlin: Egon Fleischel & Co. o. J. [1904]
- Aus toten Tagen (Memoirs of my dead life). Novellen von George Moore, Berlin: Egon Fleischel & Co. 1907
- John Galsworthy: Der Zigarettenkasten. Komödie in drei Akten, Berlin: Bruno Cassirer 1909
- John Galsworthy: Justiz. Drama in vier Akten, Berlin: Bruno Cassirer 1913
- William Shakespeare: Othello, the moor of Venice. Othello, der Mohr von Venedig. Deutsch von Wolf Heinrich Graf von Baudissin. Herausgeber: Dr. Max Meyerfeld. Berlin und Leipzig: Tempel-Verlag [1914]
- Oscar Wilde: Epistola: In Carcere et Vinculis, Berlin: S. Fischer Verlag 1925
- George Moore: Liebesleute in Orelay, Berlin: S. Fischer Verlag 1925
- Pariser Geschichten von George Moore, Berlin: S. Fischer Verlag 1926
- Albert und Hubert. Erzählung von George Moore, Berlin: S. Fischer Verlag 1928

## Werke
- Von Sprach' und Art der Deutschen und Engländer. Kritische Worte und Wortkritik, Berlin: Mayer & Müller 1903.